# Joachim Johann Daniel Zimmermann

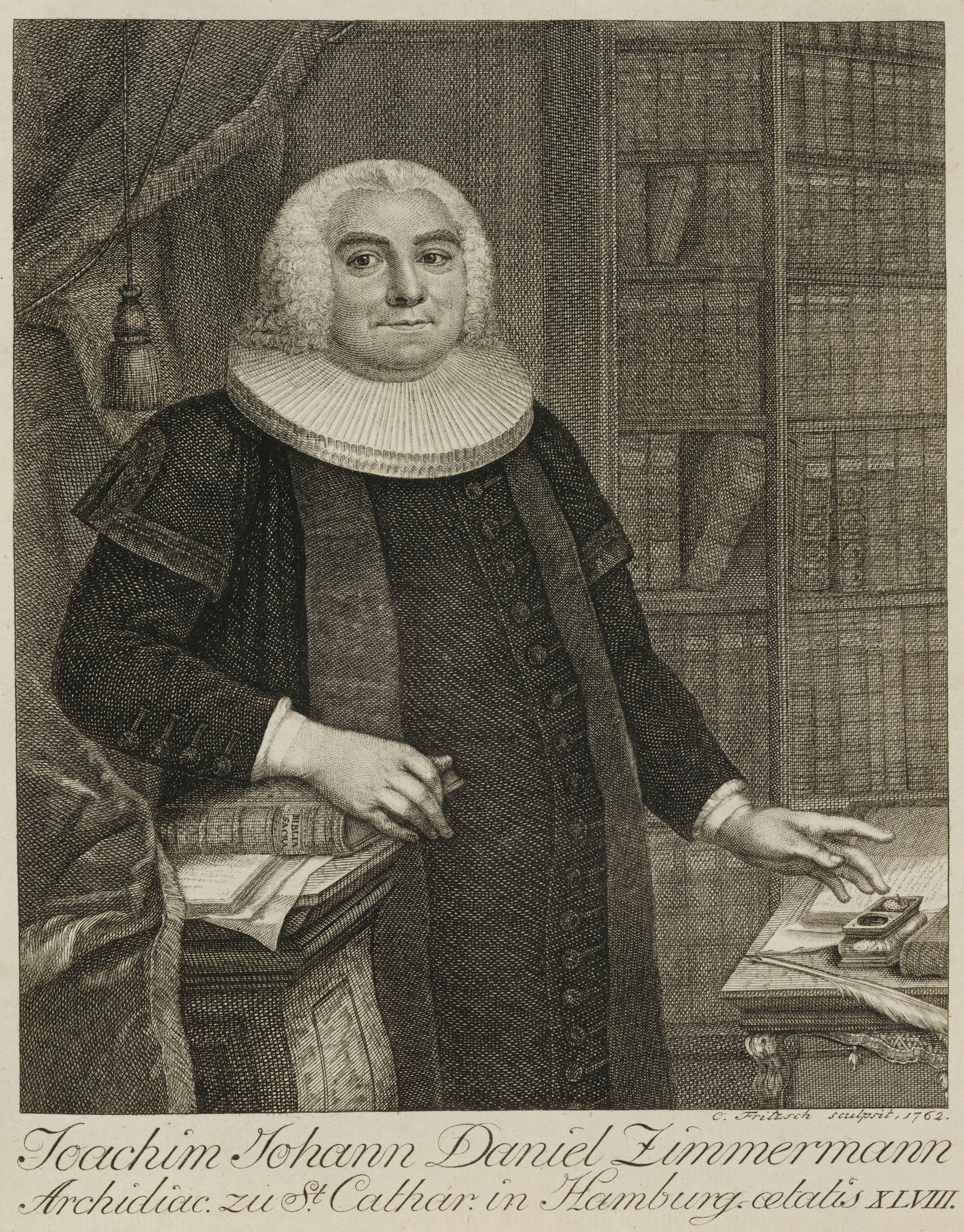
Joachim Johann Daniel Zimmermann, Kupferstich von Christian Fritzsch (1762)

Joachim Johann Daniel Zimmermann (* 27. Oktober 1710 in Salzwedel; † 2. Januar 1767 in Hamburg) war ein deutscher Theologe und Kirchendichter.

## Leben
Nachdem er die Schulen seiner Vaterstadt besuchte, wurde er auf das Akademische Gymnasium in Hamburg geschickt, auf welchem er am 13. April 1728 eingeschrieben wurde. Er wohnte hier bei dem Pastor Erdmann Neumeister, der ein Freund seines Vaters war. Unter Neumeisters Anweisung wurde er mit der deutschen Literatur bekannt und ganz in Neumeisters Art verfasste er auch später selbst Gedichte. Im Jahre 1730 sandte Neumeister ihn zum Studium der Theologie nach Rostock, von wo er 1732 wieder zu Neumeister zurückkehrte, um dessen jüngsten Sohn zu unterrichten. Am 31. Oktober 1732 machte er sein Candidatenexamen in Hamburg. Später setzte er seine Studien noch an der Universität Helmstedt fort und besuchte auch noch auf kürzere Zeit andere Universitäten. Nach der Rückkehr nach Hamburg, ward dann 1738 zum Katecheten (d. h. zum unordinierten Prediger) am Zuchthaus erwählt, welches Amt er im Juli des genannten Jahres antrat. Am 9. Juli 1741 wurde er zum Diakonus an St. Katharinen an Stelle des zum Hauptpastor ernannten Johannes Ludwig Schlosser erwählt und wurde später Archidiakonus dieser Kirche.
Zimmermann galt zu seiner Zeit als besonders begabter Dichter. Er verfasste Gedichte, Texte zu Oratorien und andern geistlichen Musiken für besondere Feste, wie Einführungen von Predigern, Einweihungen von Kirchen (u. a. für die 1762 neu eingeweihte St.-Michaelis-Kirche in Hamburg). Viele seiner Werke wurden von Georg Philipp Telemann vertont. Er arbeitete unter anderem auch mit Barthold Heinrich Brockes zusammen.

## Werke (Auswahl)
Gelehrtes
- Die Nichtigkeit der Lehre von der Wiederbringung aller Dinge, Herold, Hamburg 1748. (Digitalisat der SBB-PK Berlin)
- Herrn Joan Christian Cuno’s Versuch einiger Moralischen Briefe an seinen Enkel und Pflege-Sohn: Nebst andern Zuschriften und Antworten in gebundener Rede, Ausgabe 2, Harmsen, Hamburg 1753.
- Unfehlbare Merkmale des Gehorsams gegen den Ruf der Gnade. Fritsch, Hamburg 1756.
- Betrachtungen über den Verstand und die Folgen der ersten Drohung Gottes wieder einige Gelehrte, welche darinnen eine blosse Vernichtung zu finden glauben. Veröffentlicht 1765.

* Joach. Joh. Dan. Zimmermanns, Archidiac. An der Catharinen-Kirche in Hamburg, Vertheidigung seiner Schrift von der ersten Drohung Gottes, zugleich auch einiger Gelehrten, wieder die allgemeine deutsche Bibliothek: Nebst einem Versuche über die Religion dieser Bibliothek, Herold, Hamburg 1767.
Dichtung
- Irdisches Vergnügen in Gott: Nebst einem Anhange verschiedener dahin gehöriger Übersetzungen: bestehend in physicalisch- und moralischen Gedichten. Autoren Barthold Heinrich Brockes, Joachim Johann Daniel Zimmermann, Charles Claude Genest Verlag Joh. Christoph Kissners, Hamburg 1734.
- Lysias: Hirten-Gedichte (ca. 1740).

Gelegenheitsschriften
- Als der hoch-ehrwürdige … Herr Johann Albert Fabricius … Seine wohlselige Ehe-Liebste … Zu ihrer Ruhe-Stäte bringen liess: Trostgedicht für Johann Albert Fabricius beim Tod seiner Gattin Margaretha, geboren Schultzin am 23. Jenn. 1736, Gedicht veröffentlicht 1736.
- Klage-Gedicht vom 31. Oktober 1738 zum Tode von Pastor Johann Friedrich Winckler, 1738.
- Ueber das unvermuthete Ableben Herrn Johann Richey, der Stadt Hamburg gevollmächtigten Syndici am Röm. Kaiserl. Hofe, empfundenes, und Dessen schmerzlichst gerührtem Vater, Herrn Michael Richey öffentlichem Lehrer am Gymnasio, bezeugtes Mitleiden der patriotischen Gesellschaft 1738, Hamburg 1738.
- Als der Magnificus, … Herr Johann Joachim Weidener, … Am 7ten Novembr. 1730. Das Rectorat der Rostockischen Universitæt abermahl übernahm, wolte, … Respect bezeugen Joachim Johann Daniel Zimmermann, der heil. Schrifft Beflissener. Schwiegerau, Rostock 1730.
- Die Wilkens und von Kampische Verbindung, Gedicht 1741.
- Zwo Predigten nach der am 10ten März 1750 durch einen Wetterstrahl verursachten Einäscherung der Hauptkirche zu St. Michaelis in Hamburg, Herold, Hamburg 1750. (Digitalisat der SUB Göttingen)
- Rede bey der Taufe eines vormahligen Socinianers: Am 16ten May 1755 in der Catharinen-Kirche in Hamburg gehalten, und nebst einigen Nachrichten ans Licht gestellet, König, Hamburg 1755 (Digitalisat der SUB Göttingen).
- Wichtige Folgen von dem erhörten Gebeth und Flehen des gekreuzigten Erlösers: in einer am stillen Freytage 1754 anstatt des kurz vorher selig entschlafenen Herrn Johann Ludwig Schlossers … Gehaltenen Predigt, Piscator, Hamburg 1754.

Texte zu Musikstücken
- Unsterblicher Nachruhm Friederich Augusts Königes von Pohlen und Churfürsten zu Sachsen: In einer Serenata Veröffentlicht, Hamburg 1733; Musik von Georg Philipp Telemann, TWV 4:7.
- 6 Moralische Kantaten. für eine Singstimme, ein Soloinstrument (Violine oder Querflöte) und Basso continuo (1736); Musik von Georg Philipp Telemann, TWV 20:23–28.
- Ehren- und Freudenmahl der Bürger-Capitaine am 29. August 1737 (Kapitänsmusik): Oratorium und Serenade; Musik von Georg Philipp Telemann: Beneke, Hamburg 1737.
- Cantaten bey der Einsegnung des Hochwohlehrwürdigen und Hochgelahrten Herrn Erdmann Gottlieb Neumeisters zum Diaconat an der St. Jacobs Kirche; Musik von Georg Philipp Telemann, Beneken, Hamburg 1739.
- Ueber das Höchstschmertzhaffte Ableben weiland Ihro Römisch Kayserl. Majestät Carls des Sechsten Glorwürdigsten Andenkens abgefasste und in den Hamburgischen Kirchen am II Advents-Sonntage 1740 abgesungene Cantate; Musik von Georg Philipp Telemann, Hamburg 1740.
- Auf seine Einsegnung zum Diaconat an der Kirche zu St. Cathrinen, Nach Telemannischer Composition abgesungene Cantate, veröffentlicht 1741.
- Cantaten auf das Krönungs und Nahmensfest Carls VII. Erwählten Römischen Kaisers, veröffentlicht 1742.
- Ein Lämmlein geht und trägt die Schuld, Johannespassion 1745; Musik von Georg Philipp Telemann, TWV 5:30.
- Hamburgs Klage über das höchstschmerzhafte Ableben weiland Ihro Römisch-Kayserlichen Majestät Carls des Siebenden glorwürdigster Gedächtniß: In einem Oratorio welches am Sonntage Reminiscere 1745 in den Kirchen aufgeführet worden, König, Hamburg 1745; Musik von Georg Philipp Telemann: „Ich hoffete auf’s Licht“, TWV 4:13.
- Bey der auf das Allerhöchste Krönungs-Fest Ihro Römisch-Kayserlichen Majestät an Dero höchst-erfreulichstem Gebuhrts-Tage gehaltenen feyerlichen Rede abgesungenes Oratorio; Musik von Georg Philipp Telemann, König, Hamburg 1745.
- Bey der Einsegnung des … Johann Melchior Goeze zum Pastorat der Gemeinde zu St. Katharinen in Hamburg … Den 13. November 1755 abgesungene Cantaten …, Hamburg 1755.
- Oratorium Zur Einweyhung der neuen St. Michaelis Kirche in Hamburg am 19. Oktober 1762; Musik von Georg Philipp Telemann „Komm wieder, Herr, zu der Menge der Tausenden in Israel“, TWV 2:12, Piscator, Hamburg 1762.
- Sing-Gedicht zur Begleitung der feyerlichen Rede im Hörsaale des Gymnasii bey dem Hamburgischen Friedens-Feste; Den 17ten May 1763; Musik von Georg Philipp Telemann, „Piscator“, Hamburg 1763 (Digitalisat der SBB-PK Berlin).

Predigten
- Auserlesene Predigten über die wichtigsten Stellen aus den epistolischen Texten durchs ganze Jahr, 3 Bde., Hamburg 1758–1762.
- Der Wille Gottes an christliche Dienstboten: Am Sonntage Jubilate 1758 aus der gewöhnlichen Epistel vorgestellet und zu mehrerer Ausbreitung der dadurch gesuchten Erbauung christlichen Herrschaften und Dienstboten zur Wiederholung dargelegt, Hamburg 1758.